# Deutscher Nationalrajon Asowo
Der Deutsche Nationalrajon Asowo (russisch Азовский немецкий национальный район, Asowski nemezki nazionalny rajon; deutsch auch Deutscher Nationalrayon Asowo oder Deutscher Nationalkreis Asowo) ist ein Rajon der westsibirischen Oblast Omsk in Russland, der unter anderem von gut 4500 ethnischen Deutschen bewohnt wird.

## Geographie
Das Verwaltungszentrum des Rajons, Asowo, liegt gut 40 Kilometer südwestlich von Omsk. Die Einwohnerzahl betrug am 14. Oktober 2010 22.925, davon 61,5 % Russen, 19,8 % Deutsche, 7,9 % Kasachen und 5,1 % Ukrainer.
Der Rajon ist mit 1400 km² etwa so groß wie die Insel Rügen. Die Bevölkerungsdichte beträgt somit etwa 16 Einwohner/km².
Der Rajon umfasst 28 Dörfer (davon eins ohne ständige Einwohner), die zu acht Landgemeinden (selskoje posselenije) zusammengefasst sind. Die größten Orte neben dem Rajonverwaltungszentrum Asowo sind Berjosowka, Zwetnopolje, Sosnowka, Alexandrowka, Swonarew Kut und Gauf.

## Geschichte und Gegenwart
Ab 1893 gründeten russlanddeutsche Umsiedler aus dem europäischen Teil des Russischen Kaiserreichs in dieser Gegend mehrere Dörfer, in denen die deutsche Sprache und Kultur bis in die 1990er Jahre weitergegeben wurden und dadurch erhalten blieben.
Am 13. Oktober 1991 wurde in den Dörfern, die heute den Nationalrajon bilden, ein Referendum zu dessen Gründung abgehalten (Deutsche stellten in dieser Zeit in 16 der Dörfer die Bevölkerungsmehrheit). Bei einer Beteiligung von 71 % stimmten 82,7 % für die Gründung, die daraufhin am 18. Dezember 1991 vom Rat der Volksdeputierten (entsprechend Parlament) der Oblast Omsk beschlossen wurde. Als eigentliches Gründungsdatum gilt der 17. Februar 1992, als der Vorsitzende des Obersten Sowjets der Russischen Föderation Ruslan Chasbulatow diesen Beschluss ratifizierte. Infolge des Zerfalls der Sowjetunion siedelten zunächst auch Deutschstämmige aus den ehemaligen Sowjetrepubliken Kasachstan (Kasachstandeutsche), Kirgisistan (Kirgisistandeutsche) und Tadschikistan (Deutsche in Tadschikistan), aber auch aus anderen Teilen Sibiriens in dieses Gebiet um.
Um den Deutschen in Russland eine Perspektive zu geben, unterstützte die deutsche Bundesregierung den Nationalrajon Asowo auf vielfältige Weise. Lehrer halfen beim Deutschunterricht in den Schulen; Jungjournalisten schrieben für die Rajonzeitung Ihre Zeitung, Straßen wurden asphaltiert, Betriebe gebaut oder modernisiert. Nicht alle Mittel jedoch kamen auch wirklich der einfachen einheimischen Bevölkerung zugute, wie z. B. das neue „Villenviertel“ am Rande von Asowo. Mit der Verschlechterung der wirtschaftlichen Gesamtlage Russlands in den 1990er Jahren wuchs daher die Ausreisebereitschaft der Deutschstämmigen rapide an. Viele der Deutschen haben den Nationalrajon inzwischen in Richtung Deutschland verlassen, so dass sich der Anteil der Deutschen an der Bevölkerung mittlerweile etwa halbiert hat.
Viele der Verbliebenen sprechen kein Deutsch mehr als Hauptsprache; die meisten stammen aus ethnisch gemischten Familien oder leben in solchen Familien. Die Administration des Rajons legt jedoch viel Wert auf die Aufrechterhaltung deutscher Kultur.
Leiter der Rajonverwaltung (vergleichbar mit einem Landrat in Deutschland) ist seit 2021 Dmitrij Diser (er löste damit seinen Vorgänger Wiktor Sabelfeld, der seit 2010 Leiter war, ab). Von der Gründung des Rajons 1992 bis 2010 war es Bruno Reiter, der 1996, 2000 und 2005 wiedergewählt wurde.

## Orte im Nationalrajon Asowo
| Landgemeinden und zugehörige Orte | Kyrillische Schreibweise | Deutsche Namen (inoffiziell/umgangssprachlich) | Status (Typ) | Einwohner (2010) | Lage |
| --------------------------------- | ------------------------ | ---------------------------------------------- | ------------ | ---------------- | ---- |
| Alexandrowskoje                   | Александровское          |                                                |              | 2177             |      |
| Alexandrowka*                     | Александровка            | Koschkel                                       | S            | 1284             |      |
| Barsukowka                        | Барсуковка               |                                                | D            | 64               |      |
| Ruslanowka                        | Руслановка               |                                                | D            | 129              |      |
| Trubezkoje                        | Трубецкое                |                                                | D            | 700              |      |
| Asowskoje                         | Азовское                 |                                                |              | 8158             |      |
| Asowo*                            | Азово                    |                                                | S            | 5997             |      |
| Berdjanka                         | Бердянка                 |                                                | D            | 259              |      |
| Jagodnoje                         | Ягодное                  |                                                | D            | 254              |      |
| Juschnoje                         | Южное                    |                                                | D            | 247              |      |
| Pachomowka                        | Пахомовка                |                                                | D            | 538              |      |
| Priwalnoje                        | Привальное               | Warenburg                                      | S            | 863              |      |
| Berjosowskoje                     | Берёзовское              |                                                |              | 2550             |      |
| Berjosowka*                       | Берёзовка                |                                                | S            | 2200             |      |
| Segisbai                          | Сегизбай                 |                                                | A            | 350              |      |
| Gaufskoje                         | Гауфское                 |                                                |              | 1212             |      |
| Gauf*                             | Гауф                     | Hauwakudr                                      | D            | 1212             |      |
| Prischibskoje                     | Пришибское               |                                                |              | 1755             |      |
| Kuduk-Tschilik                    | Кудук-Чилик              |                                                | D            | 354              |      |
| Kutumbet                          | Кутумбет                 |                                                | A            | 23               |      |
| Prischib*                         | Пришиб                   |                                                | S            | 729              |      |
| Serebropolje                      | Сереброполье             | Silberfeld                                     | D            | 649              |      |
| Sosnowskoje                       | Сосновское               |                                                |              | 2859             |      |
| Mirnaja Dolina                    | Мирная долина            |                                                | D            | 305              |      |
| Nowinka                           | Новинка                  |                                                | D            | 167              |      |
| Popowka                           | Поповка                  | Jost                                           | D            | 532              | ⊙    |
| Sosnowka*                         | Сосновка                 | Schilling                                      | S            | 1778             |      |
| Tulumbai                          | Тулумбай                 |                                                | A            | 77               |      |
| Swonarewokutskoje                 | Звонаревокутское         |                                                |              | 1923             |      |
| Koschkarjowo                      | Кошкарёво                | Hofental, Hovental, Rosa                       | D            | 330              |      |
| Krutsch                           | Круч                     | Krutsch, Krutschkudr                           | D            | 320              | ⊙    |
| Swonarew Kut*                     | Звонарев Кут             | Scharmantai                                    | S            | 1273             |      |
| Zwetnopolskoje                    | Цветнопольское           |                                                |              | 2291             |      |
| Bakse                             | Бакзе                    |                                                | A            | –                |      |
| Rosa-Dolina                       | Роза-Долина              | Rosental, Rosenthal                            | D            | 415              |      |
| Zwetnopolje*                      | Цветнополье              | Blumenfeld                                     | S            | 1876             |      |

Anmerkungen
1. ↑  Namen der Landgemeinden (selskoje posselenije; vergleichbar mit (kreisangehörigen) Gemeinden in Deutschland) in fetter Schrift; darunter die jeweils zugehörigen Orte; Hauptort/Verwaltungszentrum jeder Landgemeinde mit *gekennzeichnet
2. ↑  S – selo, (eher großes) Dorf; D – derewnja, (eher kleines) Dorf; A – Aul
3. 1 2 3  russische Bezeichnung ist die wörtliche Übersetzung des deutschen Namens
4. ↑  Rosa bezieht sich auf den Namen des Kolchos Rosa Luxemburg